# نويل ماني
نويل ماني (بالإنجليزية: Noel Money)‏ هو عسكري جنوب أفريقي، ولد في 17 مارس 1867 في مونتريال في كندا، وتوفي في 30 مايو 1941 في شاطئ كواليكم في كندا.